# الشعبين (رجال ألمع)
الشعبين هي مدينة سعودية والعاصمة الإدارية لمحافظة رجال ألمع التابعة لمنطقة عسير، بالمملكة العربية السعودية. تبعد عن مدينة أبها 45 كيلومتر إلى الغرب عن طريق عقبة الصماء مروراً بالسودة السياحية ، ويوجد بها مقر المحافظة كما تضم عدداً من المقرات الحكومية الخاصة بالمحافظة.